# Telep (Szlovákia)
Telep (1899-ig Szelcze, szlovákul: Selce) község Szlovákiában, a Besztercebányai kerületben, a Poltári járásban.

## Fekvése
Rimaszombattól 16 km-re északnyugatra, Poltártól 5 km-re keletre fekszik, a Szuha-patak (Suchá) völgyében. Területének túlnyomó részét erdő borítja.
Délnyugatról Cserepes, északnyugatról Csehberek, északkeletről Rimaszabadi, keletről Kecege és Rimaráhó, délről pedig Susány községekkel határos.
Kataszteri területe 24,4060 km², nem változott a 20. század folyamán.

## Története
1303-ban "Zelche" alakban említik először. 1427-ben "Seilyche", 1438-ban "Zelcze" néven szerepel a korabeli forrásokban. 1427-ben Ajnácskő várának tartozéka, később a Derencsényi család, az ajnácskői uradalom és mások birtoka. Lakói kocsik, kerekek, faáruk gyártásával, bognármesterséggel foglalkoztak. 1837-ben 52 házában 407 lakos élt. A 19. században nagyrészt a Rimamurány-Salgótarjáni Vasmű Részvénytársaság tulajdona volt.
Vályi András szerint: ""SZELCZE. Tót falu Hont Várm. földes Urai több Uraságok, lakosai evangelikusok, ’s a’ Pongyeloki Eklézsiához tartozandók, fekszik Tseh Brezónak, R. Lehotának, ’s Nagy-Szuhának szomszédságokban; határja 3 nyomásbéli, szántóföldgyei hegy óldalain fekszenek, ’s jó trágyázás után rozsot, és zabot teremnek; réttye kevés, erdeje nagy, és meszsze terjedő, tőlgy, tser, és bikkfákkal gazdag, ’s mindenféle vadakkal bővelkedik; lakosai kerékjártó mesterségből keresik othon fogyatkozó kenyereket, ’s munkáikat vásárokra hordogattyák."
Fényes Elek szerint: "Szelcze, tót falu, Gömör és Kis-Honth egyesült vmegyékben, 6 kath., 401 evang. lak., kik sok faeszközt csinálnak. A rahói uraságok birják."
Gömör-Kishont vármegye monográfiája szerint: "Szelcze, szuhavölgyi tót kisközség, 51 házzal és 321 ág. ev. h. vallású lakossal. E község 1427 és 1450 között Seilyche néven Ajnácskővár tartozéka és a Derencsényiek birtoka. Később a ráhói urak a birtokosai, ú. m. a Fejes, Szerdahelyi és a Tihanyi családok, azután a Jankovich, Szentmiklóssy, Vécsey és az Abaffy családok, most pedig a rimamurány-salgótarjáni r.-t.-nak van itt nagyobb birtoka. A község lakosai között már régi időktől fogva sok a kerékgyártó, bognár és a famunkás. Az ág. h. ev. templom 1807-ben épült. A község postája Nagyszuha, távírója Rimaszombat, vasúti állomása Gömörráhó."
A trianoni diktátumig Gömör-Kishont vármegye Rimaszombati járásához tartozott.
A falu a szlovák nemzeti felkelés idején súlyos károkat szenvedett a bombázások következtében.

## Népessége
| Év:            | 1994. | 2004.    | 2014.    | 2024.   |
| -------------- | ----- | -------- | -------- | ------- |
| Emberek száma: | 118   | 94       | 110      | 119     |
| Eltérés:       |       | -20,33 % | +17,02 % | +8,18 % |

| Év:            | 2023. | 2024.   |
| -------------- | ----- | ------- |
| Emberek száma: | 116   | 119     |
| Eltérés:       |       | +2,58 % |

1910-ben 325, többségben szlovák lakosa volt.
1921-ben 301-en lakták, ebből 278 szlovák és 21 magyar nemzetiségű; 219 evangélikus és 76 pedig római katolikus vallású.
2001-ben 118 szlovák lakosa volt.
2011-ben 106 lakosából 96 szlovák.

## Nevezetességei
- Evangélikus temploma 1809-ben épült klasszicista stílusban.

## Külső hivatkozások
- E-obce.sk[halott link]
- Községinfó